# Ланге, Конрад
Конрад Ланге (нем. Konrad Lange; 15 марта 1855, Гёттинген — 28 июля 1921, Тюбинген) — немецкий историк и теоретик искусства.

## Биография
Сын профессора классической филологии Людвига Ланге. Изучал архитектуру и археологию, в 1879 году защитил в Лейпциге диссертацию «Мотив опорной ноги в античном искусстве и его использование в статуях Лисиппа» (нем. Das Motiv des aufgestützten Fusses in der antiken Kunst und dessen statuarische Verwendung durch Lysippos). 

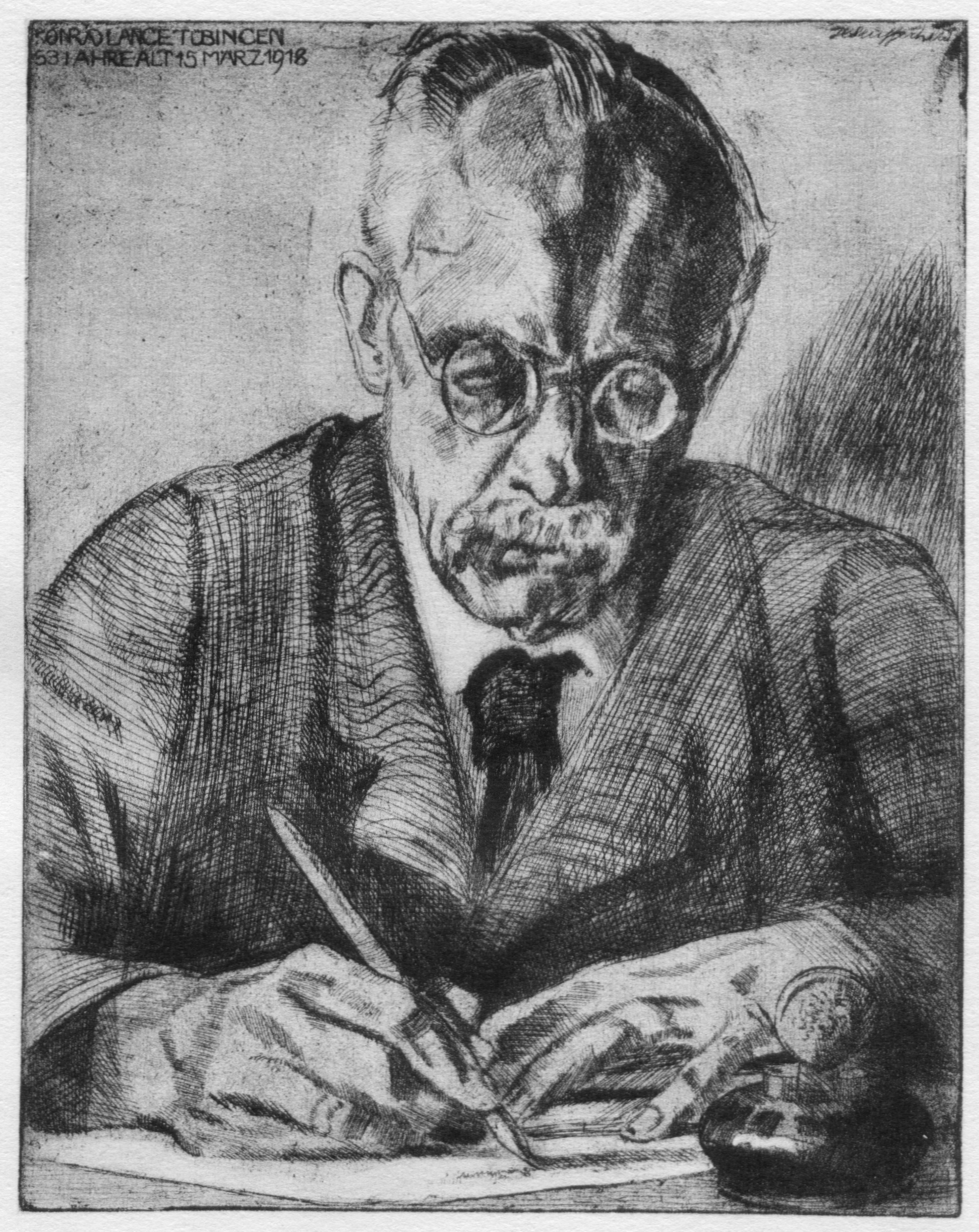
Конрад Ланге

Преподавал археологию и историю искусства в Гёттингенском, Кёнигсбергском и Тюбингенском университетах. 
В 1894 году основал и до конца жизни возглавлял Институт искусствознания при Тюбингенском университете, в 1905—1906 гг. ректор университета. Среди учеников Ланге был, в частности, Юлиус Баум, влияние Ланге заметно в трудах Дагоберта Фрая. Одновременно в 1901—1907 гг. исполнял обязанности директора Штутгартской картинной галереи.
Конрад Ланге умер 28 июля 1921 года в городе Тюбингене. 
Главный теоретический труд Ланге — монография «Сущность искусства» (нем. Das Wesen der Kunst, Берлин, 1901, 2-е изд. 1907). За ней последовала также «Сущность художественного воспитания» (нем. Das Wesen d. künstlerischen Erziehung, Равенсбург, 1902). Последней работой Ланге стала книга «Кино в настоящем и будущем» (нем. Kino in Gegenwart und Zukunft; 1920). Составил (в соавторстве с Ф. Фузе) сборник «Письменное наследие Альбрехта Дюрера» (нем. Dürers schriftlicher Nachlass; 1893).